# Vittorio Imbriani
Vittorio Imbriani  (* 27. Oktober 1840 in Neapel; † 1. Januar 1886 in Pomigliano d’Arco) war ein italienischer Autor, Romanist und Italianist.

## Leben und Werk
Imbriani wuchs ab dem Alter von neun Jahren in Nizza auf. Er studierte in Turin und Zürich bei Francesco De Sanctis, ferner in Berlin (bei Karl Ludwig Michelet und Friedrich Adolf Trendelenburg). 1866 kämpfte er an der Seite von Garibaldi. Ab 1863 lehrte er sporadisch an der Universität Neapel, unterlag aber 1878 für die Nachfolge von Luigi Settembrini seinem Rivalen Bonaventura Zumbini. 1884 wurde er als Nachfolger von Antonio Tari auf den Lehrstuhl für Ästhetik berufen, konnte aber aus Krankheitsgründen keine Vorlesungen mehr halten. Seine wissenschaftliche Leistung wurde erst von Benedetto Croce und Gianfranco Contini angemessen gewürdigt. Etwa seit 1960 erfuhr auch sein erzählerisches Werk eine Neubewertung, die bis heute anhält.
Die Stadt Pomigliano d’Arco, wo Imbriani  ab 1872 wohnte und wo er begraben liegt, gab einer Kulturstiftung seinen Namen (Fondazione Vittorio Imbriani).

## Werke (Auswahl)
- Sul Fausto di Goethe, Neapel 1865
- Le leggi dell’organismo poetico e della poesia popolare italiana, Neapel 1866
- (Hrsg. mit Antonio Casetti) Canti popolari delle provincie meridionali, 3 Bd., Turin 1871–1872
- (Hrsg.) XII conti pomiglianesi, Neapel 1876
- (Hrsg.) La novellaja fiorentina. Fiabe e novelline stenografate in Firenze dal dettato popolare, Livorno 1877
- Fame usurpate. Quattro studii, Neapel 1877, 1987
- Appunti critici, Neapel 1878, Rom 2009
- Sulle canzoni pietrose di Dante, Bologna 1882

### Postum
- Studi danteschi, Florenz 1891
- Studi letterari e bizzarrie satiriche, hrsg. von Benedetto Croce, Bari 1907
- Critica d’arte e prose narrative, hrsg. von G. Doria, Bari 1937 (mit Schriftenverzeichnis)
- Romanzi, hrsg. von Fabio Pusterla, Parma 1992
- Racconti e prose (1863-1876), hrsg. von Fabio Pusterla, Parma 1992
- Racconti e prose (1877-1886), Parma 1994 (mit bio-bibliografischer Notiz von Fabio Pusterla)
- Poesie, hrsg. von Gabriella Riso Alimena, Mailand 2010
- L'altro Dante. Scritti inediti e rari, hrsg. von Noemi Corcione, Neapel 2014